# Graftgold

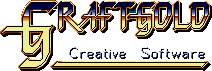
Logo de Graftgold

Graftgold fue una empresa de software que nació en los años 1980, produjo famosos juegos de 8 bits.

## La Era Hewson
Graftgold fue formada en 1983 cuando Steve Turner decidió renunciar a su trabajo formal de programador y concentrarse en crear videojuegos. Cuando se dio cuenta de que la tarea era demasiado grande para una sola persona contrató a su amigo Andrew Braybrook para trabajar para él. Después de una breve temporada desarrollando juegos para la plataforma Dragon, volcó sus esfuerzos hacia el mercado más lucrativo del Commodore 64 y del ZX Spectrum.
El éxito temprano de Grafgold se debidó en mayor medida a su asociación con Hewson Consultants. Formado por Andrew Hewson a principios de los ochenta, Hewson Consultants se convirtió en uno de los mayores y más exitosos editores de juegos en el Reino Unido. Mientras muchos editores de ese entonces se apoyaban en otras grandes compañías para manufacturar sus productos, Andrew Hewson tenía su propia planta para la duplicación de casetes, lo que le dio mucha versatilidad para responder a las tendencias de mercado. Finalmente, Hewson fue comprada en el año 1991 por 21st Century Entertainment , pero dejó un legado que incluye una buena parte de videojuegos clásicos de 8 y 16 bits. Muchos de los juegos más famosos de Graftgold fueron publicados por Hewson, en los que se incluyen Paradroid, Stormlord, Uridium, Quazatron y Ranarama.

## La era Telecomsoft
Hacia finales de la década de 1980, se hizo patente que Hewson Consultants estaba sufriendo dificultades financieras. Dos de sus programadores Dominic Robinson y John Cumming, dejaron la compañía y se unieron a Graftgold. Steve Turner decidió que lo mejor para Graftgold sería buscar otro editor, entonces se separaron de Hewson y firmaron con Telecomsoft, la división orientada al software de British Telecom.
Hewson no quedó conforme viendo a su mejor aliado partir, particularmente porque Graftgold debía entregar dos títulos muy esperados por el mercado: Magnetron (de Steve Turner, para ZX Spectrum) y Morpheus (por Andrew Braybrook, para el Commodore 64). Graftgold argumentó que debido a que ellos ya no tenían contrato con Hewson, era completamente legal buscar otro editor. Hewson no pudo sostener en la corte su posición y llegó a un arreglo (fuera del tribunal) con Telecomsoft.
La relación de Graftgold con Telecomsoft fue muy corta, lo cual redundó en sólo unos pocos juegos. El juego más exitoso de esta era fue indudablemente Rainbow Islands, una conversión casi perfecta del clásico de Taito de 1987, para Spectrum, C64 y Amstrad CPC en 1989. Debido a problemas contractuales, las versiones de Amiga y Atari ST del Rainbow Islands fueron publicadas por Ocean Software en 1990.
- Datos: Q740559